# Aggerkanalen
Aggerkanalen var et indløb til Limfjorden fra Vesterhavet, der opstod ved stormfloden den 3. februar 1825. Den fra begyndelsen smalle åbning udvidedes efterhånden og tiltog både i bredde og dybde, så at den snart blev sejlbar, og 1834 passeredes kanalen af det første skib, 1849 havde den nået en bredde af ca. 440 m og var indtil 2,5 m dyb. Sejladsen igennem den var især livlig i 1850’erne, ja der var endog på den tid en direkte dampskibsforbindelse med England gennem Aggerkanalen. Højdepunktet nåede sejladsen 1855, da kanalen passeredes af 1805 skibe, og den havde en dybde af indtil 2,5 m. Men derefter aftog dybden, og sejladsen svandt ind, indtil den midt i 1860’erne helt ophørte, da en ny stormflod 1863 atter gennembrød tangen og dannede Thyborøn Kanal syd for Agger. Fra det øjeblik tilsandede den sidste mere og mere (1866 havde den dog endnu en dybde af henved 1,5 m), og fra 1877 var løbet helt forsvundet.
I den tid, Aggerkanalen var sejlbar, bevirkede den en voldsom udvikling i sejladsen i den vestlige del af Limfjorden. Den tidligere skudehandel fra den jyske vestkyst i Thy til Norge kunne nu ske fra steder inde i Limfjorden, og der udviklede sig snart en række nye ladepladser, hvor virksomme folk udnyttede den nye mulighed. Blandt sådanne nye steder kan inden for Thisted tolddistrikt nævnes Krik, Oddesund, Tambohuse, Hindsels, Gravgård, Doverodde, Visby å, Gudnæs strand, Vilsund, Hovsør og Øsløs.
Som et eksempel på den skibsfart, der udviklede sig, kan nævnes, at Holstebros daværende ladeplads Struer i 1851 havde 14 fartøjer med 260 kommercelæsters tonnage, og at ladepladsen blev anløbet af 152 fra udenlandske steder, hvoraf 95 fra Norge, 36 fra England og 13 fra Altona.